# كنبانية وادي الحجارة
كنبانية وادي الحجارة هي واحدة من أربع نواحٍ في مقاطعة وادي الحجر في منطقة قشتالة والمنشف. وهي تضم 30 بلدية على مساحة 816,73 كيلومتر مربع.